# Mountain Park (condado de Fulton)
Mountain Park es una ciudad ubicada en el condado de Fulton en el estado estadounidense de Georgia. En el año 2000 tenía una población de 506 habitantes.

## Geografía
Mountain Park se encuentra ubicada en las coordenadas 34°4′58″N 84°24′49″O / 34.08278, -84.41361 (34.082672, -84.413641).
Según la Oficina del Censo, la localidad tiene un área total de 1,6 km² (0,6 mi²), de la cual 1,4 km² (0,5 mi²) es tierra y 0,2 km² (0 mi²) (14.00%) es agua.

## Demografía
Según la Oficina del Censo en 2000 los ingresos medios por hogar en la localidad eran de $55,875, y los ingresos medios por familia eran $61,875. Los hombres tenían unos ingresos medios de $42,500 frente a los $35,769 para las mujeres. La renta per cápita para la localidad era de $31,085. 